# Parlamentsvalet i Ukraina 2019
Parlamentsval  i Ukraina ägde rum den 21 juli 2019.
Alla ukrainska medborgare över 18 år hade rösträtt i valet, där alla partier över spärren på 5 procent får platser i parlamentet, Verchovna Rada.
Den nyvalde presidenten Volodymyr Zelenskyj aviserade nyval till parlamentet redan i sitt installationstal den 20 maj. Dagen efter skrev han under ett dekret om att upplösa parlamentet med omedelbar verkan och hålla nyval den 21 juni, fyra månader tidigare än föregående utsatt datum. Både premiärministern Volodymyr Hrojsman och utrikesministern Pavlo Klimkin, som samarbetade med förre presidenten Petro Porosjenko, meddelade sin avgång. Beslutet om nyval väntades gå igenom, även om det rådde oklarhet om de rättsliga förutsättningarna.
Zelenskyj föreslog samtidigt ändringar av landets valsystem. Enmansvalkretsarna borde avskaffas, eftersom de lett till att rika affärsmän (oligarker) i praktiken kan köpa sig en plats i parlamentet genom att betala enskilda väljare. Han ville också sänka spärren från 5 till 3 procent. Inget av förslagen röstades igenom och valet genomfördes enligt det tidigare systemet, där hälften av kandidaterna väljs från partilistor och hälften ur enmansvalkretsar.

## Resultatet

Nationellt resultat
Resultatet i valkretsar
Valdeltagande efter valdistrikt
Valdeltagande efter region